# Lüttingen
Lüttingen – część miasta Xanten, tworzy z dalszymi okolicami gminę Lüttingen.

## Położenie
Lüttingen znajduje się na nizinach Dolnego Renu, na zachód od Wesel, 827 kilometrów wzdłuż Renu. Lüttingen jest na północy ograniczone przez Ren, na wschodzie przez wieś Beek, na południu przez miasto Xanten, a na zachodzie przez południowe jezioro Xanten, część centrum rekreacyjnego Xanten.

## Historia
Założenie Lüttingen pochodzi od darowizny arcybiskupa Kolonii Bruna w 965. Przekazał w spadku dla opactwa benedyktynów kościoła św. Pantaleona w Kolonii podwórze o nazwie Lidron. Od tej nazwy pochodzi później nazwa Lüttingen. Mnisi osiedlili się w okolicy i zbudowali kościół pod patronatem Świętego Pantaleona. Oprócz rolnictwa rybołówstwo było przez stulecia źródłem utrzymania mieszkańców. Lüttingse Prekke – tak nazywał się dialekt mieszkańców. Pierwsza pisemna wzmianka o Lüttingen pochodzi z 1236.

## Kościół św. Pantaleona

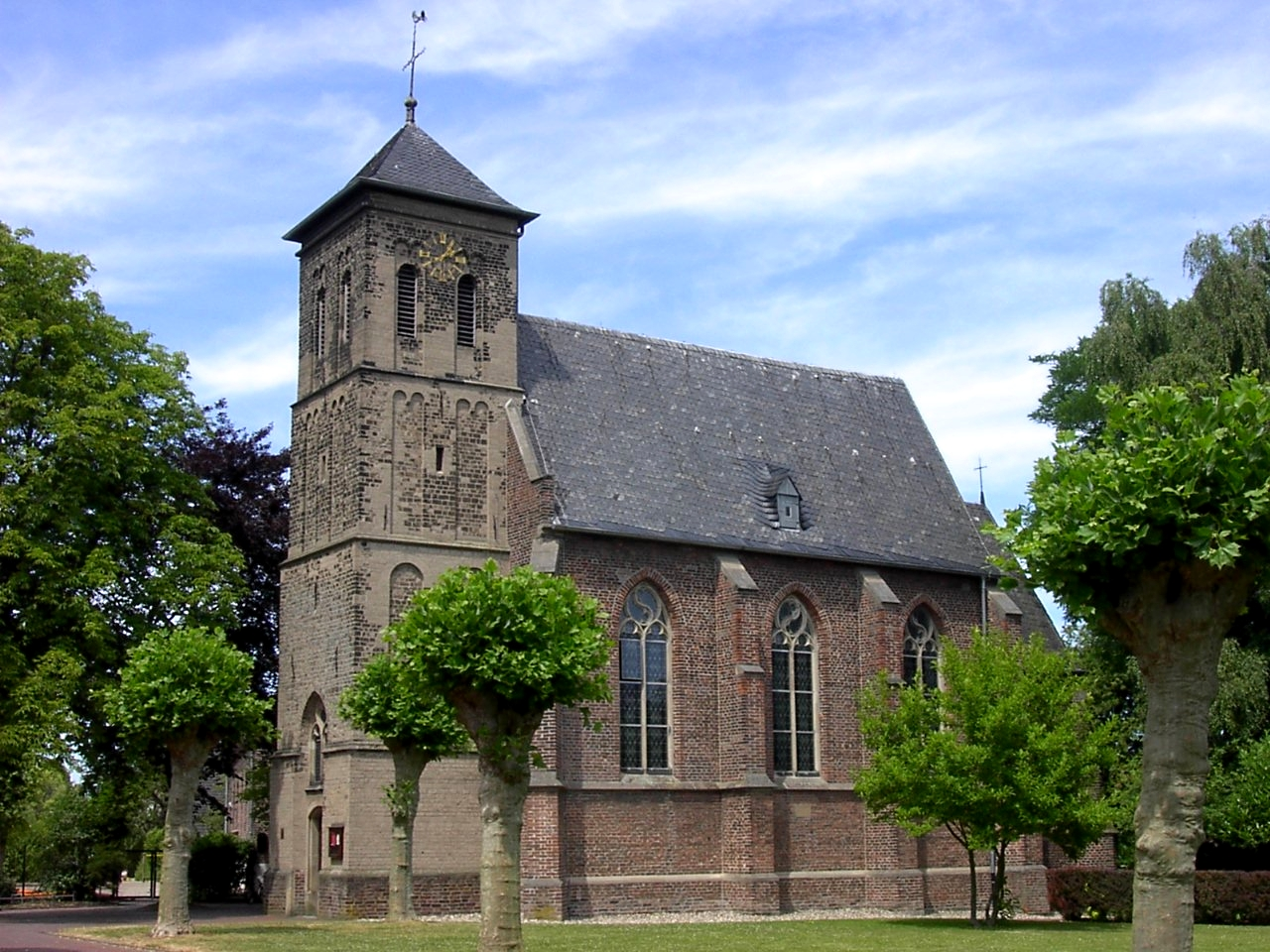
Kościół Świętego Pantaleona

Obecny kościół w Lüttingen, którego wieża została zniszczona podczas II wojny światowej, a następnie przebudowana,  ale ze skróconą wieżą, została zbudowana około 1473. Budowa prezbiterium jest już starsza i została zbudowana na fundamentach poprzednich budynków.

## Czasynowożytne

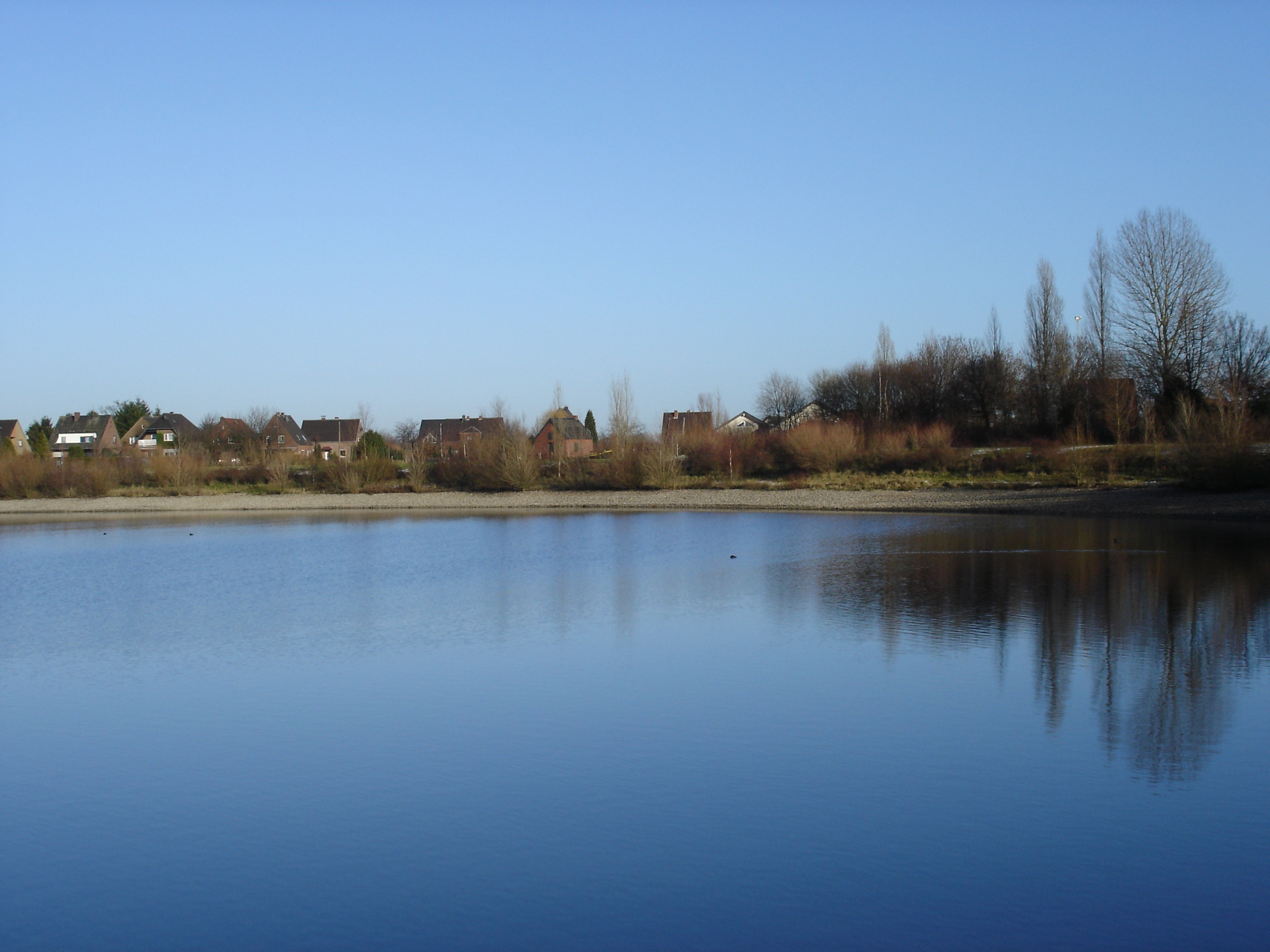
Południowe jezioro Xanten, znajdujące się pomiędzy Xanten, a Lüttingen

W 1965 obchodzono obchody tysiąclecia wioski rybackiej Lüttingen. W 1999 południowe jezioro Xanten, w pobliżu wioski Fischerhütte vom Pärdendyck zostało zrekonstruowane przez stowarzyszenie domowe i obywatelskie. Stało się to przed wiekami nad brzegiem Renu, a dziś ma upamiętnić początki wioski Lüttinger.
W 2000 populacja Lüttingen liczyła prawie 2100 mieszkańców. Rozwój miejski miasta Xanten planuje jednak zidentyfikować obszary otaczające wieś jako obszar budowy, a tym samym nadal zwiększać Lüttingen.
Częścią tego było utrzymanie atrakcyjnej lokalizacji szkoły w Lüttingen dla młodych rodzin i rozwój jej we współczesny sposób. Na przykład w latach 1994/1995 i 1999/2000 szkoła krzyżowa gradu została rozszerzona o dwa pociągi w dwóch fazach. W ciągu ostatnich 15 lat niewielka wiejska szkoła stała się nowoczesnym domem nauki z około 300 dziećmi w 12 klasach i 21 pracownikami do nauczania, opieki i administracji.

## Polityka

### Herb
Herb Lüttingen pokazuje skaczącego łososia, który nawiązuje do dawnego połowu w Lüttingen. Zielone tło odnosi się do rolnictwa jako głównego przemysłu. Kolory czerwony, złoty z żółtym ryby odnoszą się do przynależności do dawnego Księstwo Kleve.

## Zabytki

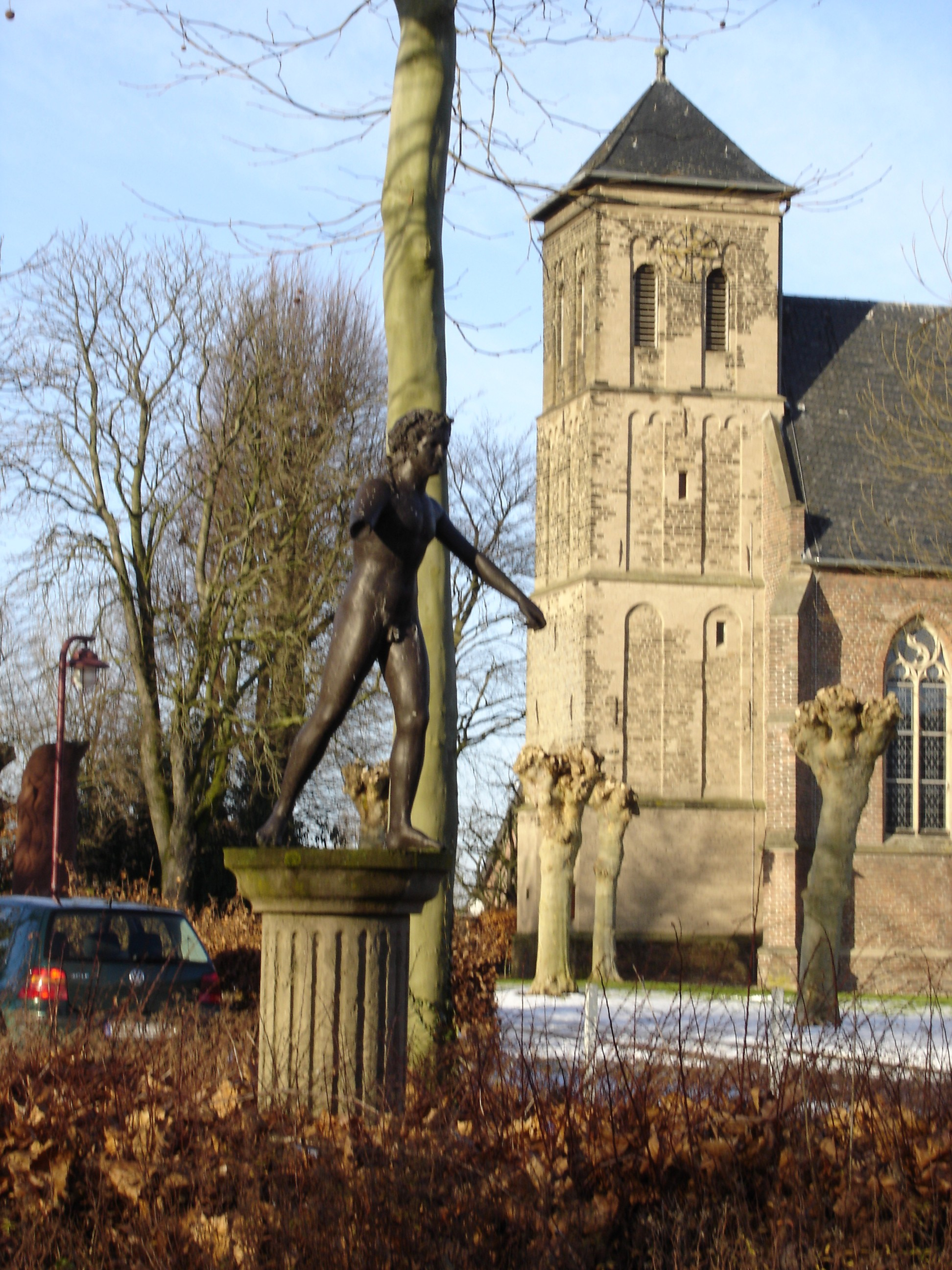
Odlew tak zwanego chłopca z Lüttingen, w tle kościół

- Odlew tak zwanego chłopca z Lüttingen, rzymska rzeźba z brązu, dziś znajduje się w muzeum w Berlinie,
- Kościół Świętego Pantaleona,
- Lüttingen ma swój udział w centrum rekreacyjnym Xanten, centrum rekreacyjnym, które powinno wkrótce znaleźć się w porcie sportowo-rekreacyjnym przy południowym jeziorze Xanten.